# Alisa LaGamma
Alisa LaGamma (geboren in Lubumbashi, Demokratische Republik Kongo) ist eine US-amerikanische Kuratorin für afrikanische Kunst. Sie ist Ceil and Michael E. Pulitzer-Kuratorin am Metropolitan Museum of Art in New York. Sie hat maßgebliche Ausstellungen zu afrikanischer Kunst verantwortet und mehrere einflussreiche Bücher dazu veröffentlicht, darunter 2011 die Abhandlung Helden Afrikas. 

## Leben
Als Tochter eines amerikanischen Diplomaten wuchs Alisa LaGamma in Subsahara-Afrika auf. Sie studierte Kunstgeschichte an der University of Virginia (1988 Bachelor) und der Columbia University (Master). 1995 wurde sie an der Columbia University promoviert. Für das Thema ihrer Dissertation „Die Kunst der Punu Mukudj Maskerade: Porträt einer äquatorialen Gesellschaft“ hatte sie ein Jahr Feldforschung im südlichen Gabun durchgeführt. Im Anschluss begann sie als Kuratorin am Metropolitan Art Museum (Met) in New York. 2008 war sie federführend beim Erwerb einer monumentalen Mangaaka Skulptur der Macht aus dem 19. Jahrhundert, die heute an prominenter Stelle am Eingang des Michael C. Rockefeller-Flügel des Museums ausgestellt ist. 2010 absolvierte sie ein Schulungsprogramm für Senior-Museumskuratoren beim Center for Curatorial Leadership. 2013 wurde sie zur Leiterin der Abteilung für Afrika, Ozeanien und die Amerikas der Met ernannt.
LaGamma lehrte als Gastprofessorin an den kunsthistorischen Fakultäten der Columbia University, der Rutgers University, der University of Pennsylvania und des Institute of Fine of Fine Arts der New York University.
LaGamma ist Mitglied des Redaktionsausschusses der Zeitschrift African Arts. Von 2009 bis 2010 war sie Vorsitzende des Metropolitan's Forum of Curators, Conservators, and Scientists.

## Auszeichnungen
- 2007 Profession’s outstanding exhibition catalogues (für Eternal Ancestors: Art of the Central African Reliquary) der Association of Art Museum Curators[3]
- 2012 Iris Award for Outstanding Scholarship des Bard Graduate Center[3]
- 2012 International Tribal Art Book Prize für ihre Monografie Heroic Africans. Legendary Leaders, Iconic Sculptures[3]

## Veröffentlichungen
- mit John Pemberton: Art and oracle. African art and rituals of divination. Metropolitan Museum of Art, New York 2000, ISBN 0-87099-933-8 (englisch).
- Genesis. Ideas of origin in African sculpture. Metropolitan Museum of Art, New York 2002, ISBN 1-58839-074-8 (englisch).
- Echoing images. Couples in African sculpture. Metropolitan Museum of Art, New York 2004, ISBN 1-58839-108-6 (englisch).
- mit Barbara Drake Boehm: Eternal ancestors. The art of the Central African reliquary. Metropolitan Museum of Art, New York 2007, ISBN 978-1-58839-227-5 (englisch).
- The essential art of African textiles. Design without end. Metropolitan Museum of Art, New York 2008, ISBN 978-1-58839-293-0 (englisch).
- Helden Afrikas. Ein neuer Blick auf die Kunst. Scheidegger & Spiess, Zürich 2012, ISBN 978-3-85881-348-0 (amerikanisches Englisch: Heroic Africans. Legendary leaders, iconic sculptures. 2011.).
- Sahel. Art and empires on the shores of the Sahara. The Metropolitan Museum of Art, New York 2020, ISBN 978-1-58839-687-7 (englisch).